# دم‌سوزنی اتنبارو
دم‌سوزنی اتنبارو (نام علمی: Acisoma attenboroughi) نام یک گونه از سرده دم‌سوزنی‌ها است.